# 台灣烏龍茶
臺灣烏龍茶（臺羅: Oo-liông-tê），又稱半球型包種茶，產於臺灣的烏龍茶，屬於青茶的一種。以南投鹿谷地區所產的凍頂烏龍茶起源最早。與中國大陸的分類方法不同，在臺灣，烏龍茶專指用「烏龍茶種、並以烏龍茶方式加工」的茶種。

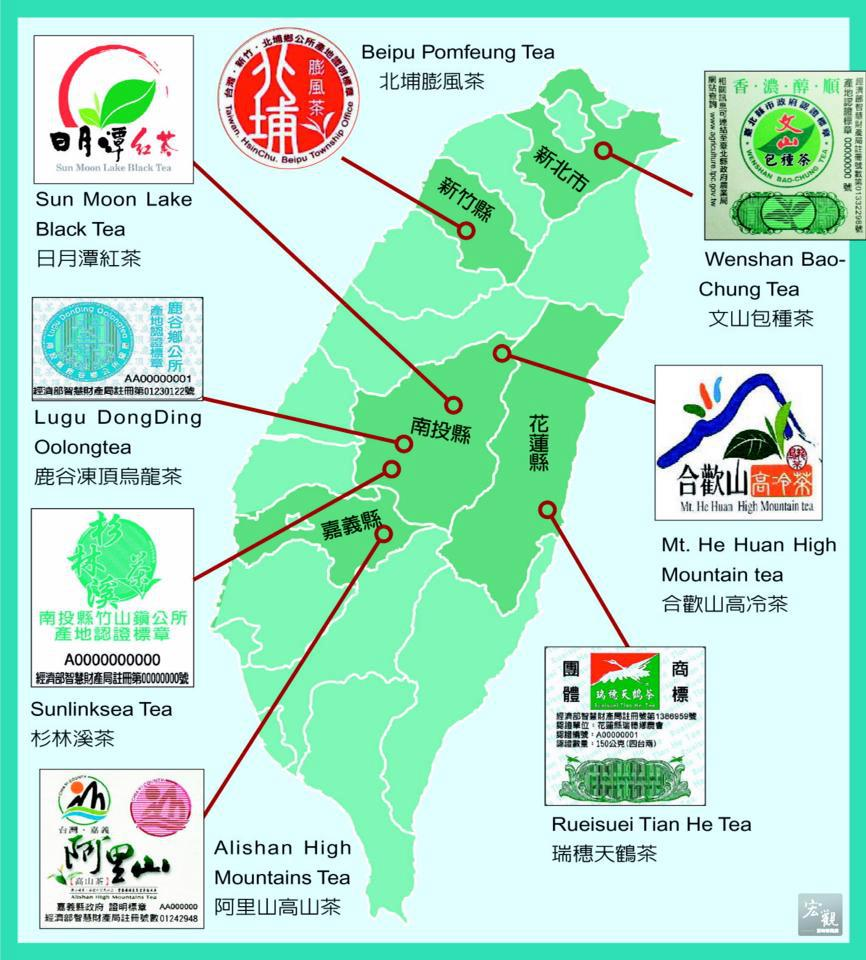
政府認證標章

臺灣烏龍茶以輕度發酵、團揉方式製成，外型呈現捲曲的球狀。茶湯呈金黃色，味道醇厚，有強烈果實香。

## 特徵
臺灣烏龍茶種，在南投鹿谷地區培育而成。製作烏龍茶必須使用青心烏龍品種，始被認同為正統烏龍茶。臺灣也有使用金萱、翠玉、四季春或其他品種，來製作烏龍茶，這些皆被視為新近研發的茶類，有別於正統的烏龍茶。

## 製程
臺灣烏龍茶大致指輕或中度發酵、輕焙火、揉捻成半球狀的品種。臺灣烏龍茶與中國大陆青茶迥異之處，尚有一重點是中國大陆青茶在凋萎後還以搖青、作青程序補充初步發酵，臺灣則通常在萎凋後即進行炒青，炒青是一道兼具促進發酵與停止發酵的細緻手工，成敗全憑炒茶師父的經驗與天時地利人和。

## 歷史
臺灣種植的茶種，都屬於烏龍茶種，可以製成烏龍茶。在清朝時，臺灣製作及外銷的烏龍茶，都屬於重發酵。在日治時期，日本人請來福建製茶師傅，在臺灣改良了製程及口味，現今臺灣烏龍茶都屬於輕發酵或半發酵，在發酵過程中，進行炒青，以停止發酵過程。之後又經過揉、搖等手法，使茶葉呈現捲曲狀。
20世紀初期，烏龍茶在日本内地逐漸推廣開，商人以西化風情推銷，讓大眾認為烏龍茶是舶來品。烏龍茶在日本因此成為大眾飲品，直到台灣主權移交後依然。
凍頂烏龍茶的傳統製法源自中國福建安溪鐵觀音的「布球揉捻」工藝。此工藝以純手工方式進行，將茶葉反覆加溫並包裹於布袋中進行長時間（約四至八小時）的揉捻，促使茶葉內部進行複雜的熱化學反應。茶湯呈紅色、口感醇厚，具有明顯的喉韻與耐泡特性，並具備良好的貯藏性，被稱為「紅水烏龍」。
1973年，政府為推動農村建設，於各主要茶產區推行茶葉生產專業區計畫，鹿谷鄉亦被納入此專案範圍。計畫內容包括改良茶園栽培技術、舉辦製茶技術講習會以及培育青年茶農等措施，帶動當地茶葉產業發展，茶園面積亦逐年擴大。1976年起，鹿谷鄉開始舉辦凍頂烏龍茶優良茶比賽，該賽事成為當地年度茶事活動之一，進一步提高凍頂烏龍茶的知名度。
1980年代，隨著製茶技術的改良，茶業改良場廠長吳振鐸主張將凍頂烏龍茶的製法調整，使其兼具包種茶的花香與鐵觀音的喉韻特色。此一製程變化使得凍頂茶的水色從傳統的紅色轉為金黃色，茶湯風味更趨於清香、醇厚與滑順，逐漸發展出所謂「清香型烏龍茶」，並成為市場主流。此一變化亦被其他新興高山茶區所採納。儘管清香型烏龍逐漸主流化，鹿谷鄉彰雅村等地部分製茶師仍沿用傳統布球揉捻及供焙技術，製作保留原有風味的凍頂烏龍茶，以區別於清香型產品。雖產量有限，但此類傳統製法茶品仍被視為凍頂烏龍茶發展的重要歷史遺緒。

## 種類

### 高山烏龍茶
在臺灣，種植於海拔1000公尺以上山區的烏龍茶，稱為高山烏龍茶。從1980年代臺灣茶葉內銷市場日益活躍以來，臺灣烏龍茶的種植海拔越來越高，這些海拔在1000公尺以上的高山茶，在製作上與傳統烏龍茶製作，又有不同；一般傾向輕發酵輕焙火，強調保留較多茶葉的原始茶香，並留住更豐富的物質、口感，具有茶葉本身輕花香的特質。由於高山茶價格好，所以臺灣烏龍茶的製作日漸傾向高山茶的輕發酵輕焙火，捨棄傳統中發酵中焙火、重「果香」的特色。
根據估計，茶的全球產量超過二百五十萬噸，其中百分之九十是全發酵的紅茶，百分之八是不發酵的綠茶，百分之二為「半發酵」的烏龍茶。

### 翠玉烏龍茶
翠玉烏龍是在1945年日本人曾留下500多株的茶樹樹苗中，經過台灣茶葉農民30幾年研究與選育，加上改良與發明，成為全新的茶樹品種。由資深農委會茶改場員工也是「台灣茶之父」的吳振鐸先生，為紀念母親，使用母親名字「翠玉」來命名台茶13號的名字。

### 紅烏龍
產地於臺灣臺東縣鹿野鄉，2008年後出現。

## 外部連結
- 臺灣區製茶工會－臺灣烏龍茶 （页面存档备份，存于）
- 臺湾乌龙茶的发展历史[永久]